# Malton Range
Malton Range är ett berg i Kanada.   Det ligger i provinsen British Columbia, i den centrala delen av landet, 3 200 km väster om huvudstaden Ottawa. Toppen på Malton Range är 2 346 meter över havet, eller 8 meter över den omgivande terrängen. Bredden vid basen är 0,15 km.
Terrängen runt Malton Range är huvudsakligen bergig, men den allra närmaste omgivningen är kuperad. Trakten runt Malton Range är nära nog obefolkad, med mindre än två invånare per kvadratkilometer..
I omgivningarna runt Malton Range växer i huvudsak barrskog.